# ЛГБТ права в Турция
ЛГБТ хората (лесбийки, гейове, бисексуални, трансджендър) в Турция срещат трудности и дискриминация в ежедневието си, на каквато хетеросексуалните хора не са подлагани.
Еднополовата сексуална дейност е легализирана в Османската империя (предшественик на Турция) през 1858 г., а в съвременна Турция хомосексуалната дейност е била винаги правен акт от деня на основаването ѝ през 1923 г.